# Throana klossi
Throana klossi är en fjärilsart som beskrevs av Louis Beethoven Prout 1932. Throana klossi ingår i släktet Throana och familjen nattflyn. Inga underarter finns listade i Catalogue of Life.